# Rodoszi Hidrobiológiai Intézet
A Rodoszi Hidrobiológiai Intézet a görög nemzeti tengerkutató központ által működtetett tengeri akvárium, múzeum és kutatóállomás Rodosz város és az egész sziget északi végén. A helyiek Enidrio néven ismerik.

## Épülete
A kutatóállomásnak és a bemutatóknak helyet adó épület Armando Bernabiti olasz építész tervei alapján, az olasz fasizmus idején is népszerű art déco stílusban jött létre 1934-35-ben, amikor Rodosz és az egész Dodekanészosz szigetcsoport olasz uralom alatt állt. Első neve Királyi Rodoszi Biológiai Kutatóintézet (Reale Istituto di Ricerce Biologiche di Rodi) volt. 
Az olasz uralom után a kutatóközpont a Görög Hidrobiológiai Intézet nevet kapta. A szerény méretű épület alagsorában ma is korszerűnek mondható akváriumok sora helyezkedik el.

## Gyűjteményei
Az akvárium és a szomszédos múzeumi helyiségek a Földközi-tenger élővilágának nagy részét bemutatják élő vagy preparált formában. Egy kisebb medencében „állatsimogatót” is létrehoztak, ahol meg szabad érinteni a tengeri uborkát vagy a barna ráját. Bemutatnak „Lesseps vándorai” közül is néhány fajt, olyan halakat, amelyek a Szuezi-csatornán át vándoroltak át a Vörös-tengerből a Földközi-tengerbe.
Helyi különlegesség a csak Rodosz szigetén élő, endemikus halfaj, a kisméretű Ladigesocypris ghigii, görög nevén gizáni.

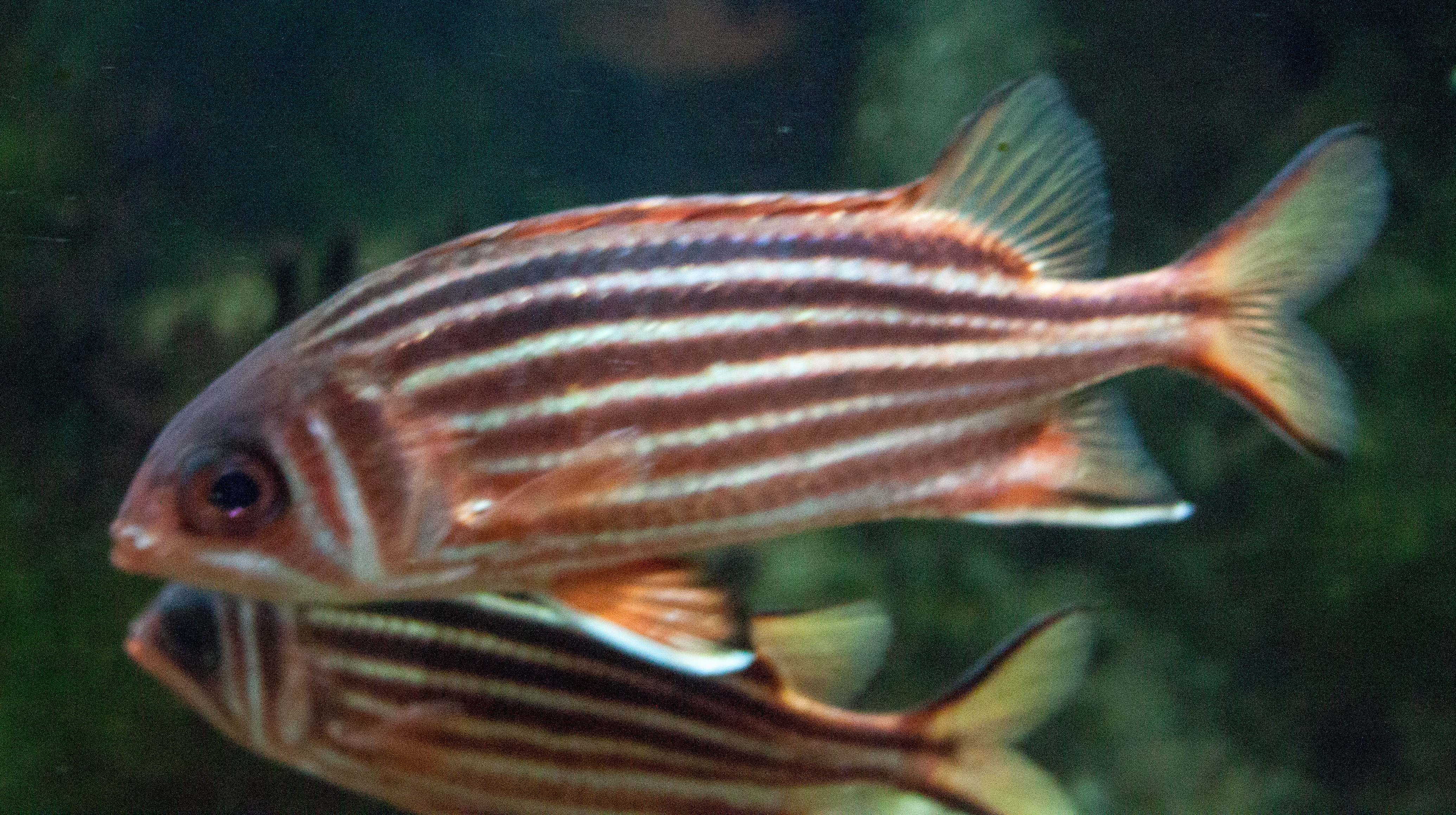
Sargocentron rubrum, Lesseps egyik vándora az Indiai-óceánból
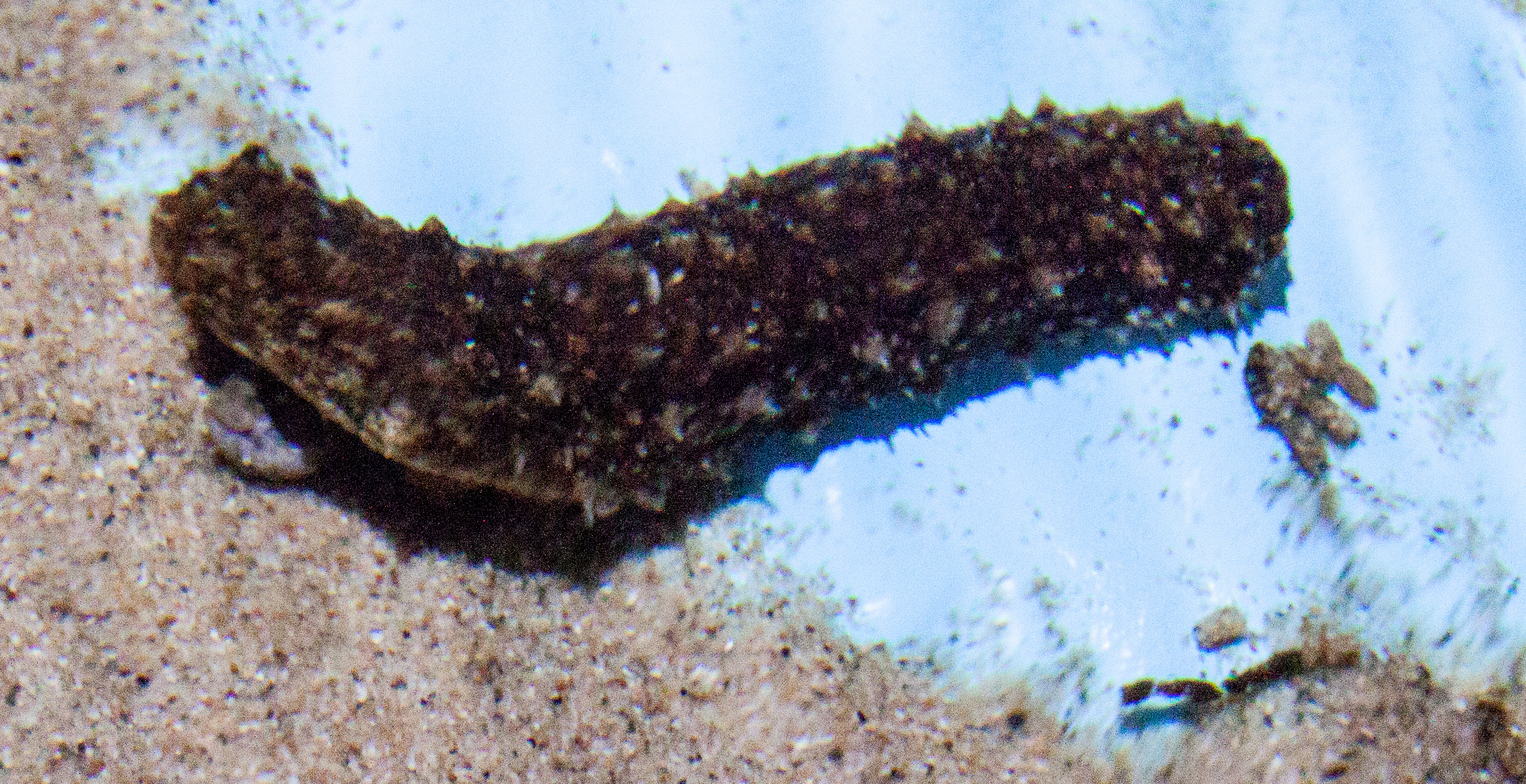
Tengeri uborka
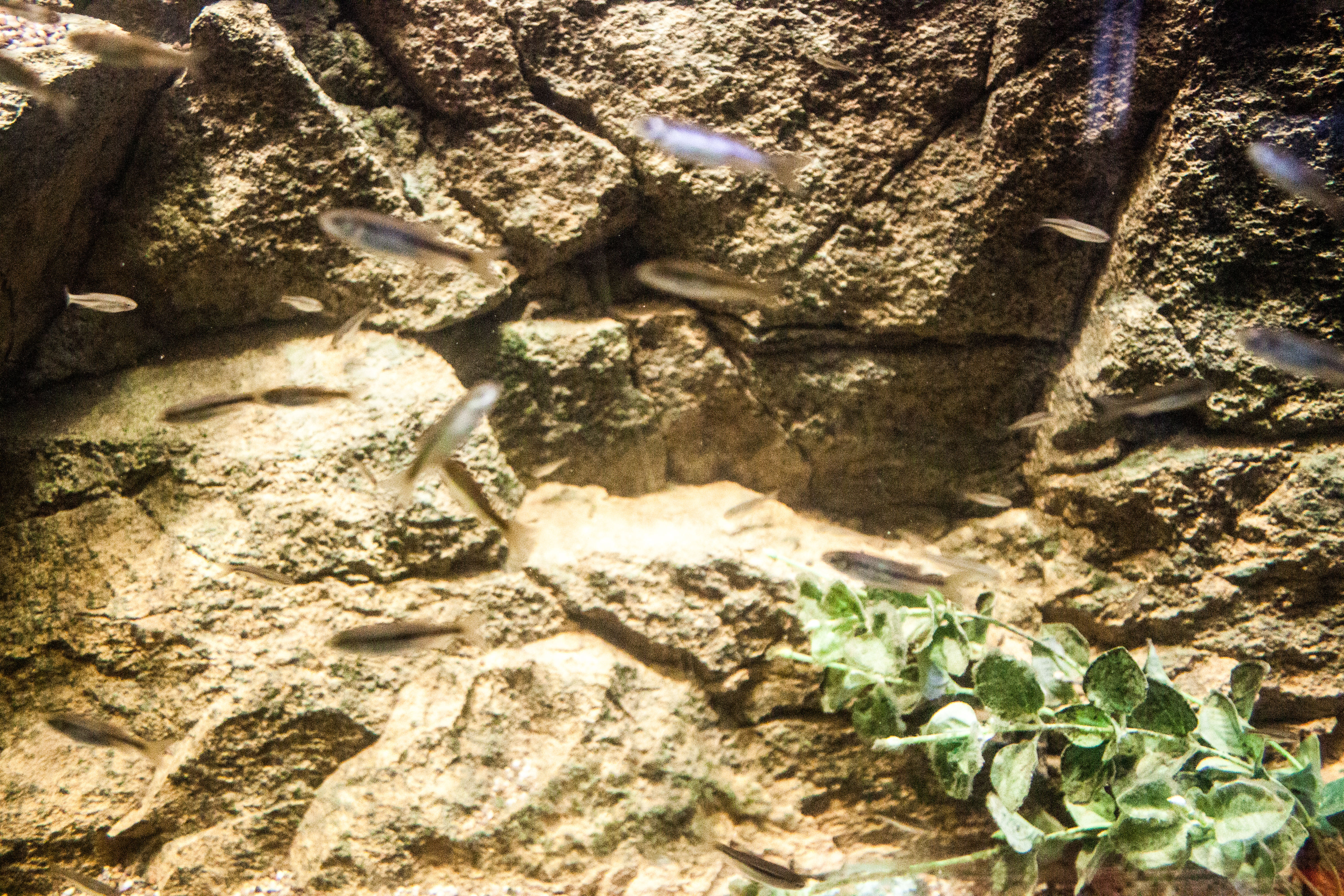
A csak Rodoszon honos kis gizáni
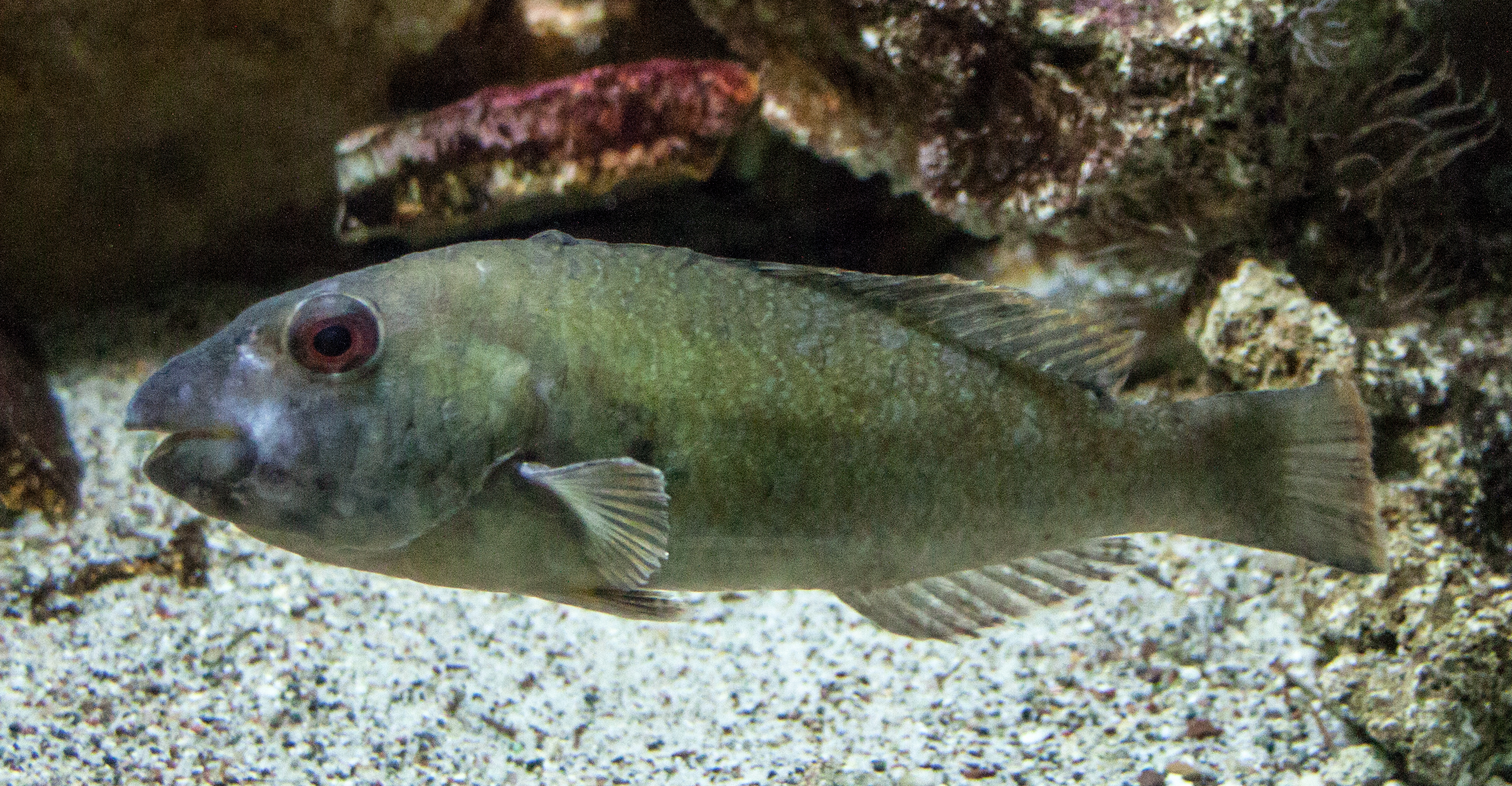
Pompás papagájhal
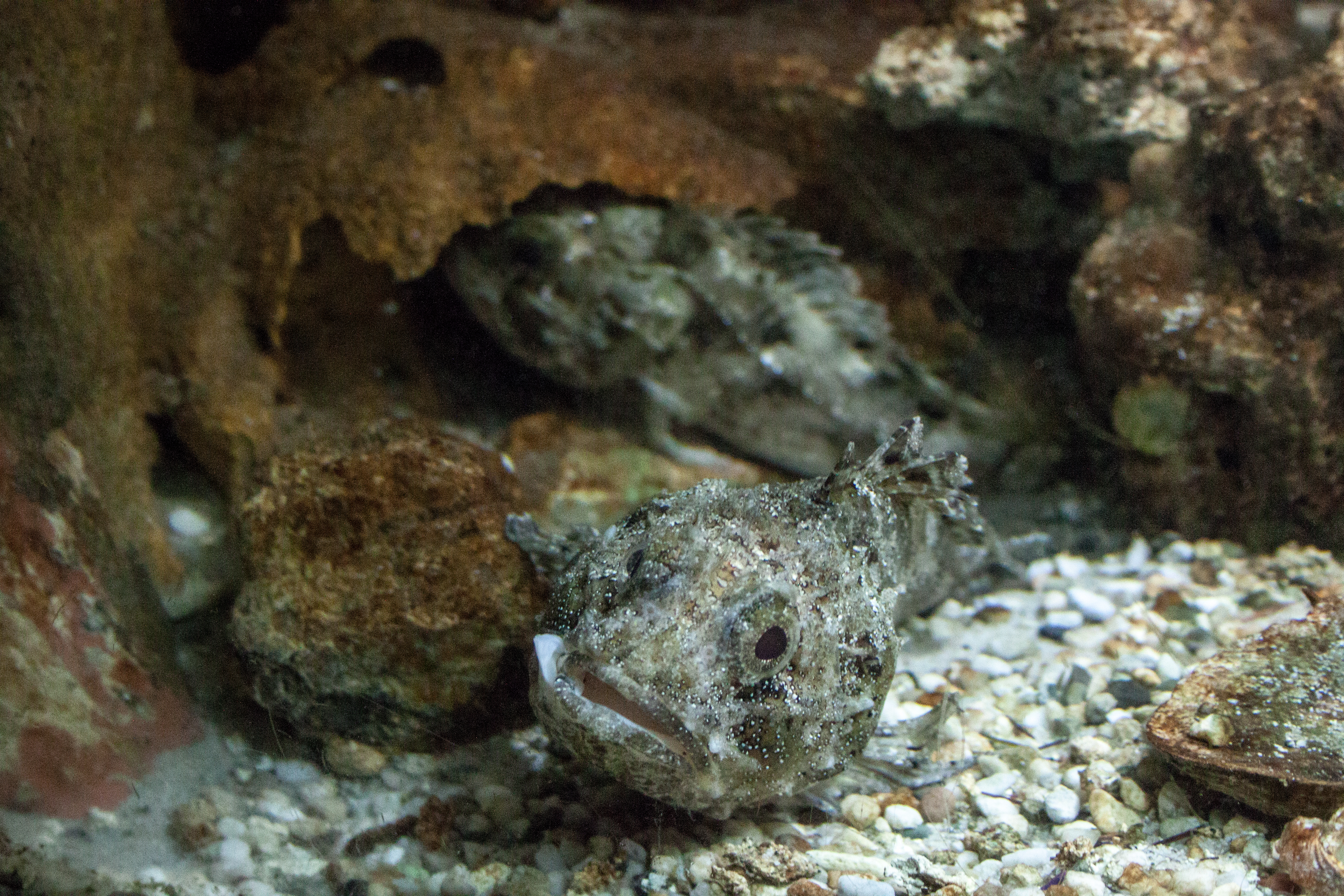
Scorpaena porcus
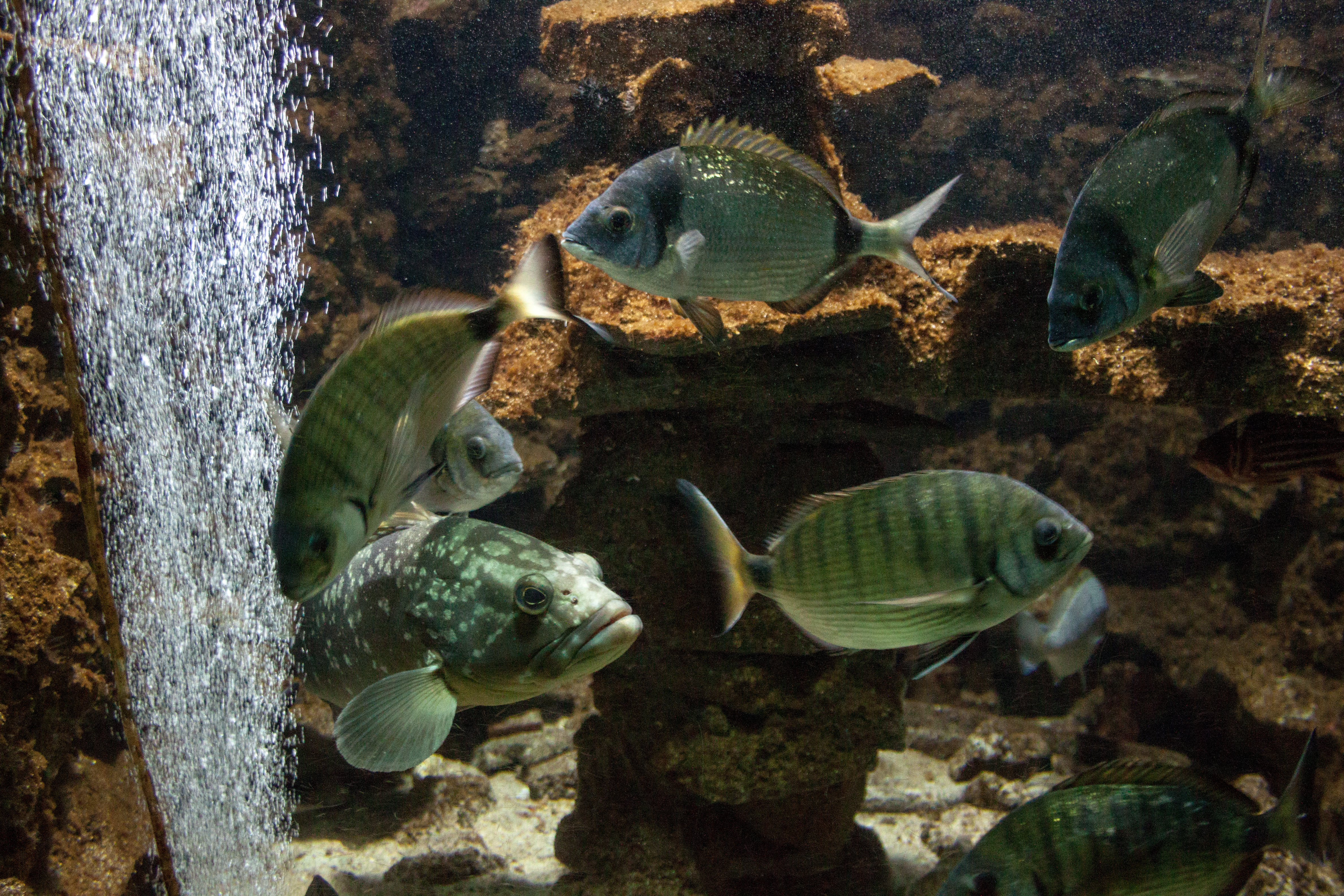
Sciaena_umbra és társai
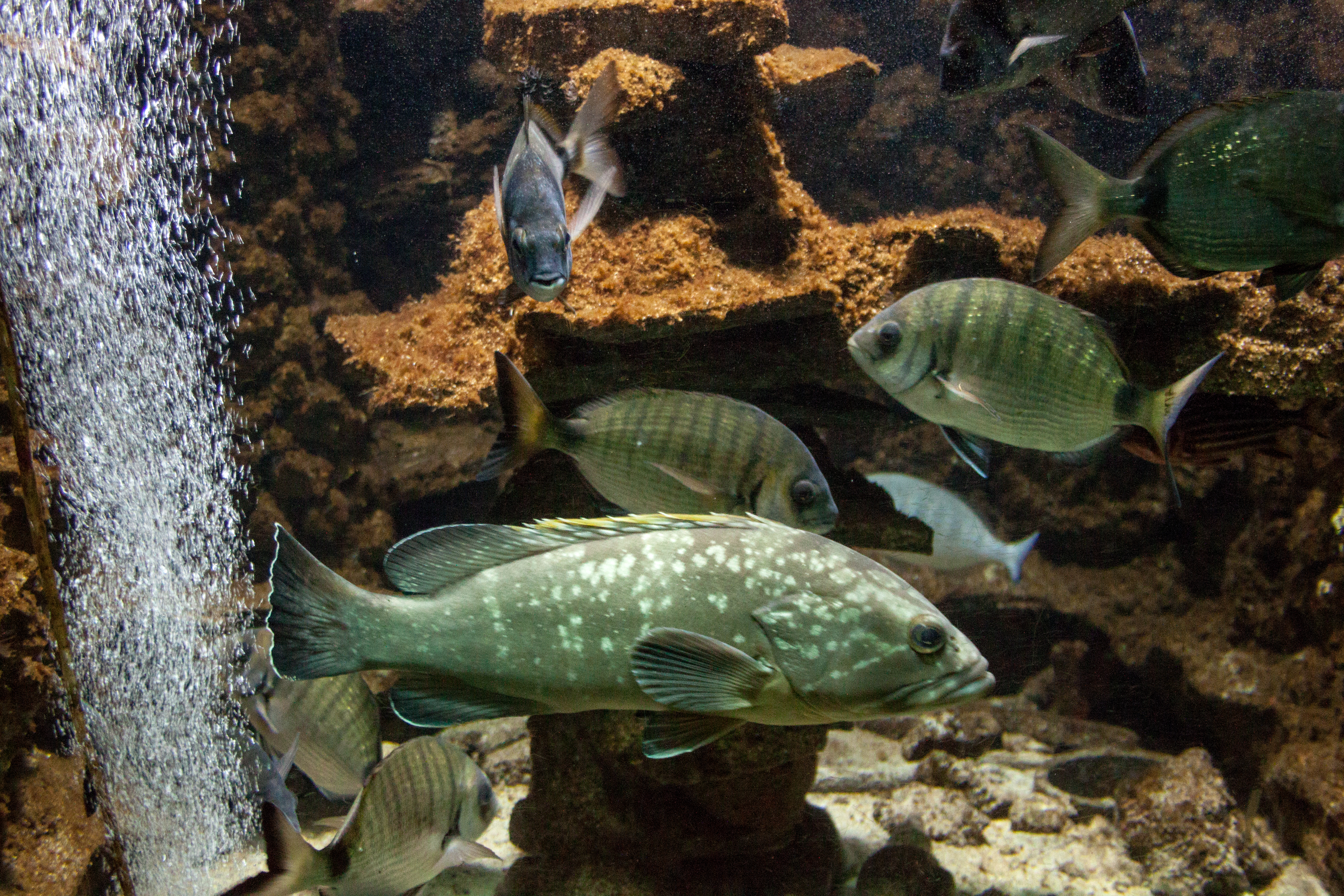
Sciaena_umbra és társai
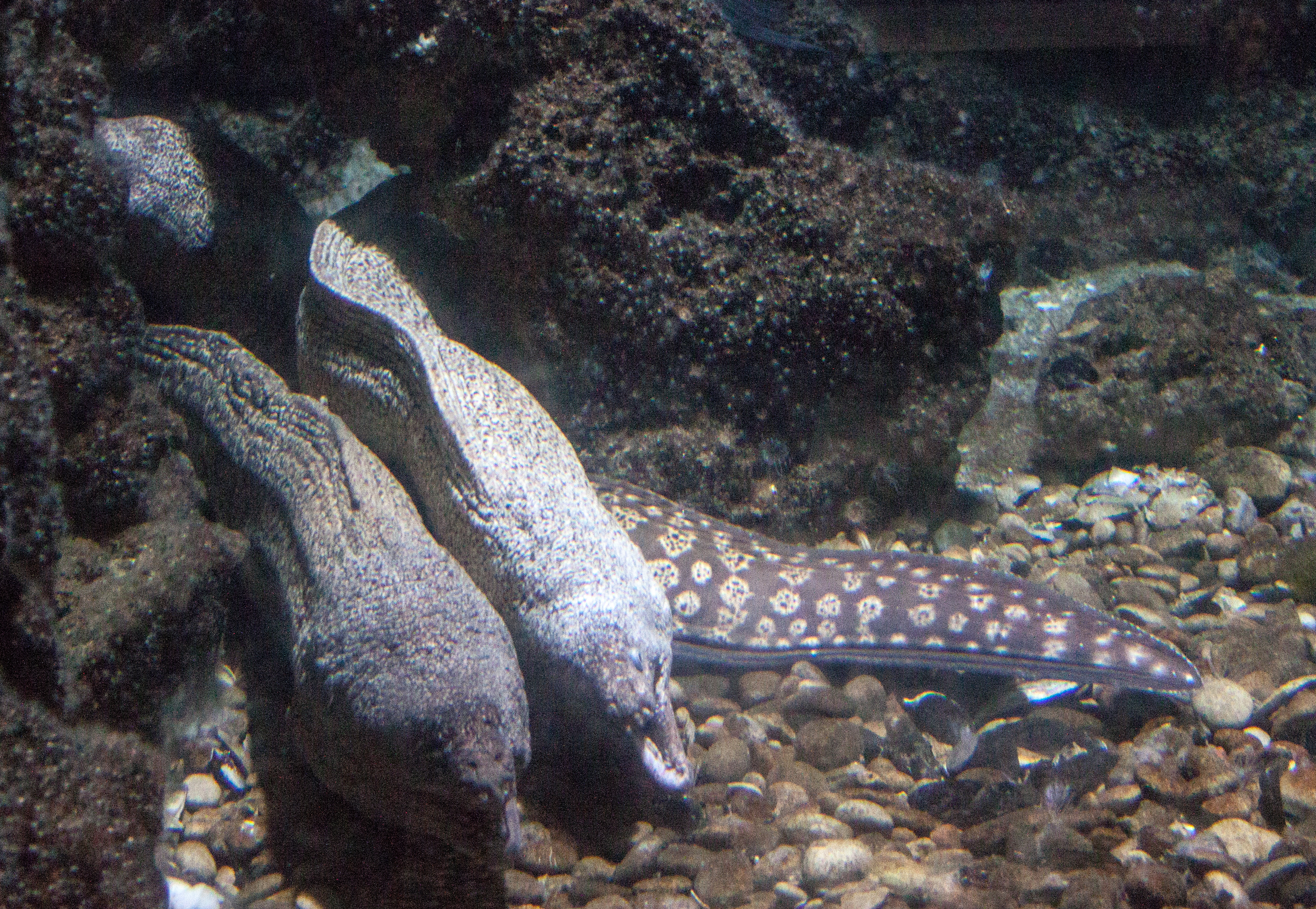
Közönséges muréna
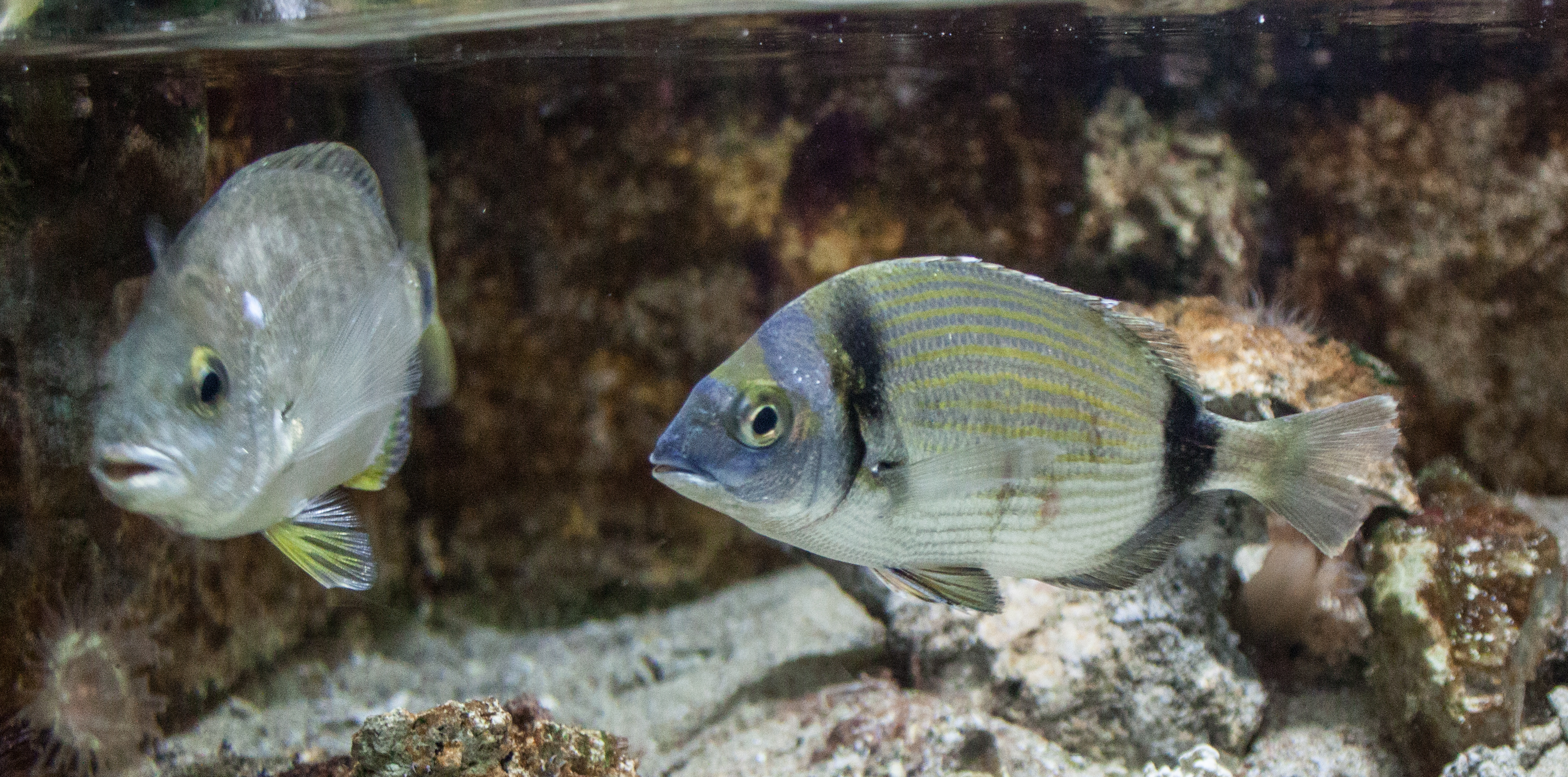
Tengeri keszeg
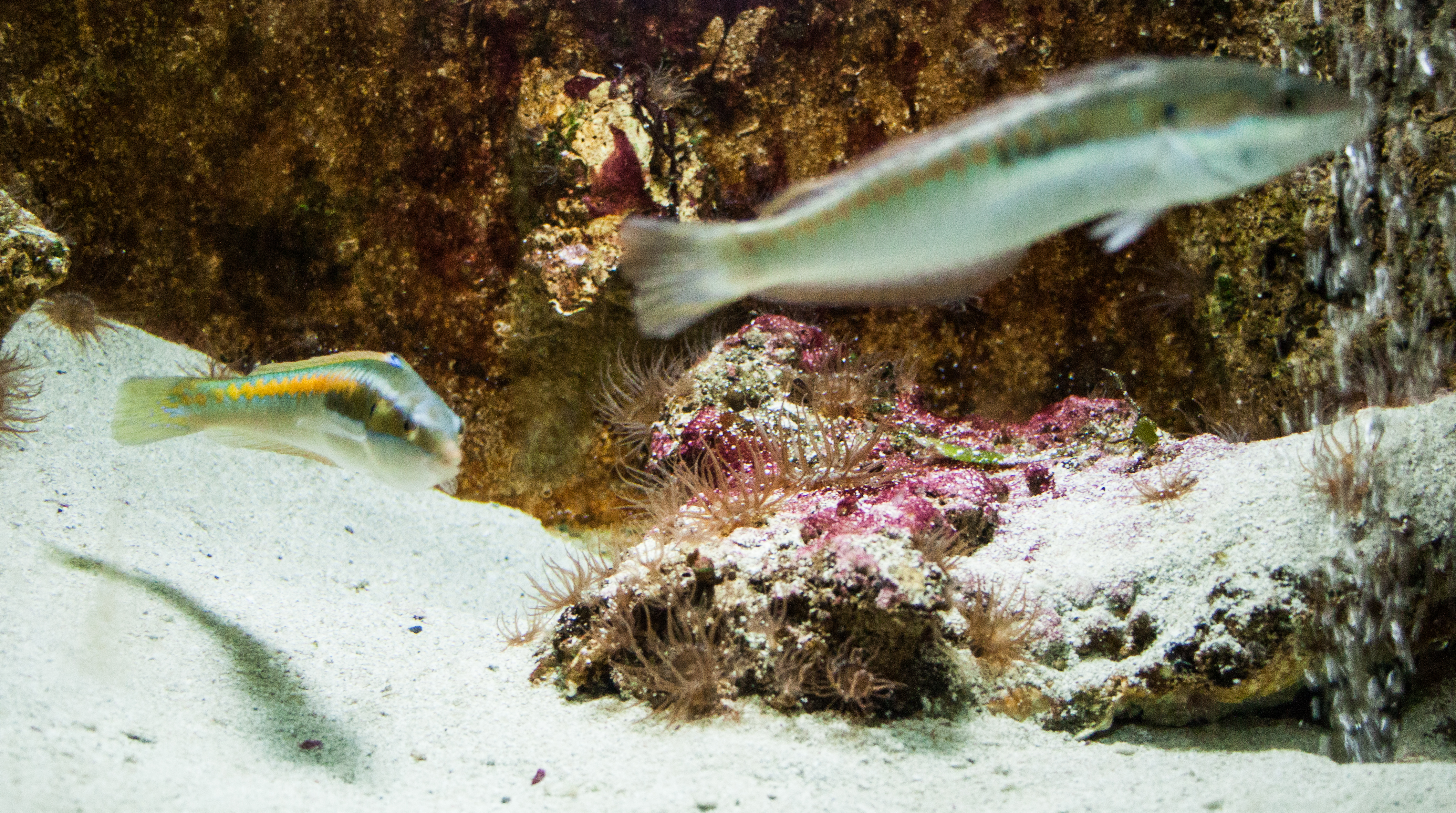
Coris julis
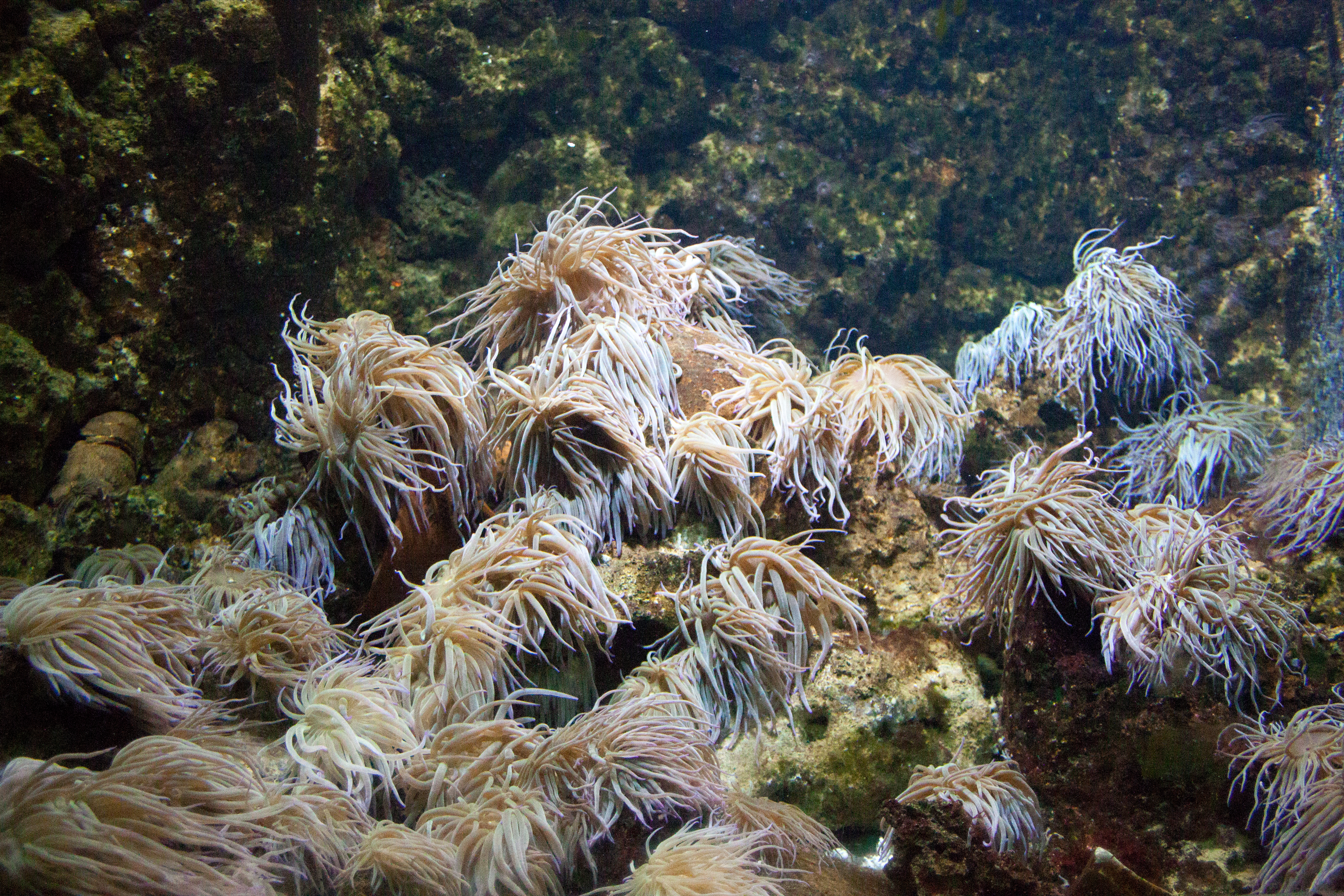
Viaszrózsa
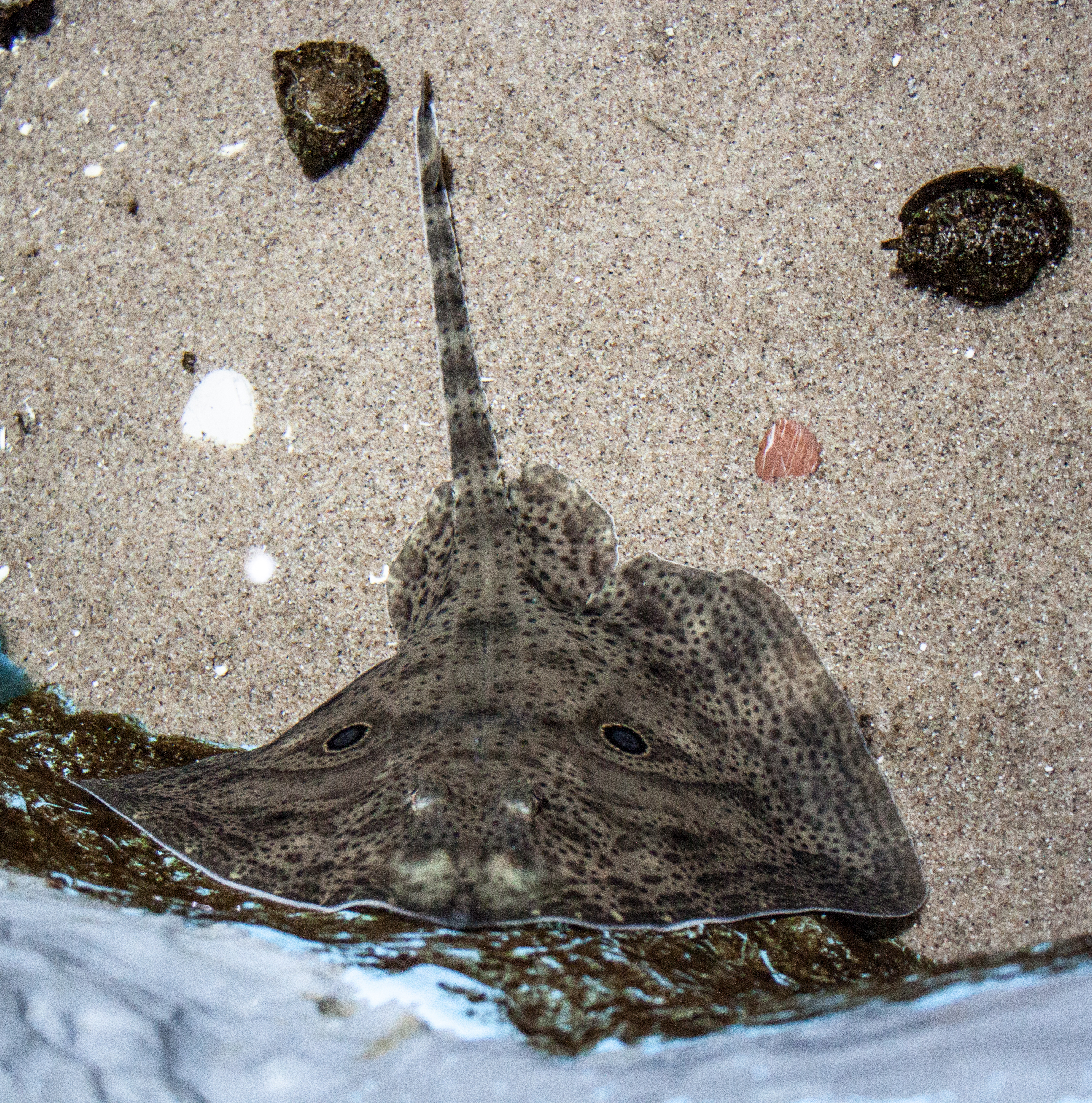
Barna rája